# USS Maryland (BB-46)
El USS Maryland (BB-46) fue un acorazado clase Colorado de la Armada de los Estados Unidos, tercer buque con el nombre del estado de Maryland. Entró en servicio en 1920 y en su rol de buque insignia de la flota realizó travesías a Australia, Nueva Zelanda y Brasil. 
Su actividad más destacada se dio durante la Segunda Guerra Mundial. Estaba anclado en Pearl Harbor cuando los japoneses atacaron este puerto hawaiano el 7 de diciembre de 1941, aunque solo recibió daños menores. Retornó al servicio en 1942 en el teatro de guerra del Pacífico, primero en apoyo del resto de la flota en la batalla de Midway y después en tareas de patrulla en las islas Fiyi en prevención de ataques nipones. A continuación pasó a la ofensiva con bombardeos de costa en la batalla de Tarawa y después en la de Kwajalein. Durante la batalla de Saipán un torpedo dañó su proa, lo que obligó a realizar reparaciones. En la batalla del Golfo de Leyte un kamikaze impactó en el Maryland, lo mismo que sucedió en la de batalla de Okinawa. Los daños de este último ataque suicida lo mantuvieron en dique seco hasta el final de la contienda. Su último servicio sería en la operación de repatriación de tropas llamada Operación alfombra mágica. En 1947 fue puesto fuera de servicio y vendido para desguace. Este acorazado recibió siete estrellas de batalla por sus acciones durante la guerra mundial.